# Тоньє Ларсен
Тоньє Ларсен  (норв. Tonje Larsen, 26 січня 1975) — норвезька гандболістка, олімпійська чемпіонка.

## Виступи на Олімпіадах
| Олімпіада    | Дисципліна | Місце |
| ------------ | ---------- | ----- |
| Атланта 1996 | гандбол    | 4     |
| Сідней 2000  | гандбол    | 3     |
| Пекін 2008   | гандбол    | 1     |